# Gislövs socken
Gislövs socken i Skåne ingick i Skytts härad och uppgick 1967 i Trelleborgs stad. Området ingår sedan 1971 i  Trelleborgs kommun och motsvarar från 2016 Gislövs distrikt.
Socknens areal är 13,81 kvadratkilometer varav 13,77 land. År 2000 fanns här 1 395 invånare.  En del av tätorten Trelleborg med Gislövs läge och Simremarken samt kyrkbyn Gislöv med sockenkyrkan Gislövs kyrka ligger i socknen.

## Administrativ historik
Socknen har medeltida ursprung. 
Vid kommunreformen 1862 övergick socknens ansvar för de kyrkliga frågorna till Gislövs församling och för de borgerliga frågorna bildades Gislövs landskommun. Landskommunen utökades 1952 och uppgick 1967 i Trelleborgs stad som ombildades 1971 till Trelleborgs kommun. Församlingen uppgick 2002 i Dalköpinge församling.
1 januari 2016 inrättades distriktet Gislöv, med samma omfattning som församlingen hade 1999/2000.  
Socknen har tillhört län, fögderier, tingslag och domsagor enligt vad som beskrivs i artikeln Skytts härad. De indelta soldaterna tillhörde Södra skånska infanteriregementet, Skytts kompani och Skånska dragonregementet, Haglösa skvadron, Haglösa kompani.

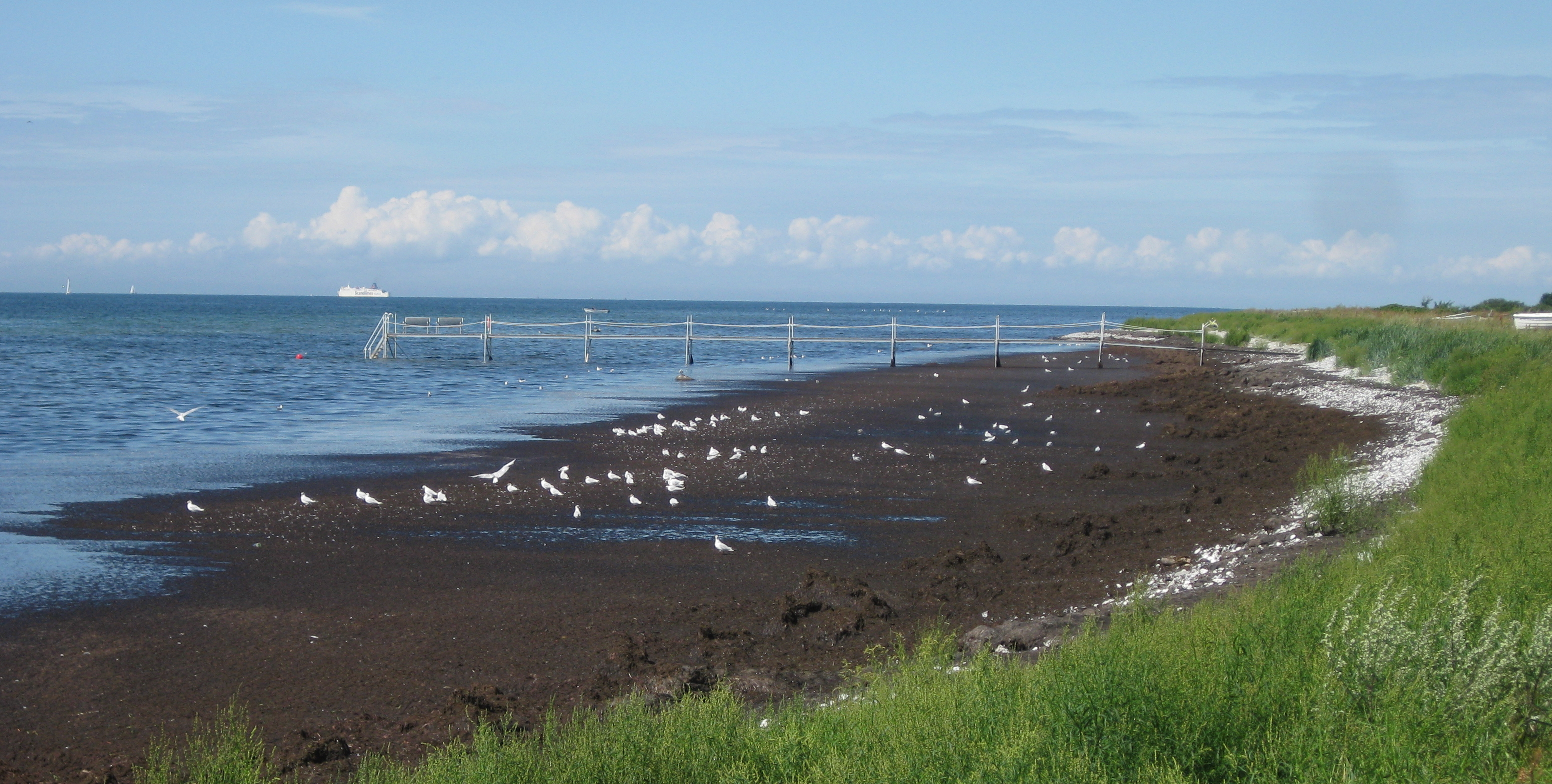
Stranden vid Simremarken

## Geografi
Gislövs socken ligger öster om Trelleborg vid Östersjökusten. Socknen är en odlad slättbygd på Söderslätt.

## Fornlämningar
Från stenåldern finns boplatser och lösfynd. Från bronsåldern finns rester av en gravhög. 

## Namnet
Namnet skrevs i mitten av 1100-talet Gislöue och kommer från kyrkbyn. Efterleden innehåller löv, 'arvegods'. Förledens tolkning är oklar..